# Umlaut (teken)

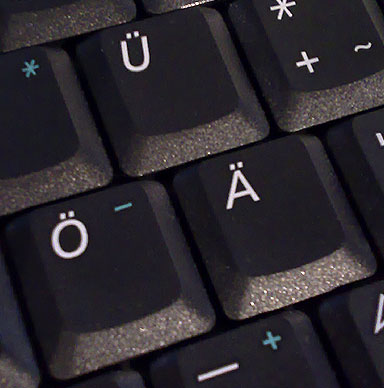
Toetsenbord met umlauten.

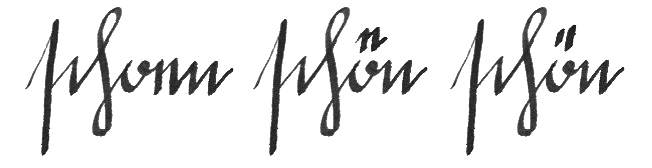
De ontwikkeling van de umlaut, geïllustreerd aan de hand van het woord schön. De schrijfwijze gaat van schoen naar schon met een kleine e boven de o, tot uiteindelijk schön met twee kleine haaltjes of puntjes boven de o.

De umlaut of het umlaut(s)teken is een diakritisch teken dat in de Duitse spelling wordt gebruikt om het resultaat van het gelijknamige taalkundige verschijnsel umlaut aan te geven, waarbij onder bepaalde voorwaarden een a- in een e-, een o- in een eu- en een oe- in een u-klank verandert. De bijbehorende letters met een umlautsteken, ä, ö en ü, worden eveneens umlauten genoemd.
Ook in de spelling van sommige andere talen wordt de umlaut gebruikt, bijvoorbeeld in verwante talen als het IJslands en het Zweeds, om een soortgelijk klankverschijnsel weer te geven, of in niet-verwante talen als het Fins, het Hongaars of het Turks, om dezelfde e-, eu- en u-klank weer te geven, die echter niet het resultaat van hetzelfde klankverschijnsel zijn.
Oorspronkelijk had dat teken de vorm van een Sütterlin-e, een tekentje, dat eruitziet als twee schuine streepjes naar rechts wijzend die boven de klinker werd geschreven.
De umlaut is in de loop van de tijd via twee schuine streepjes vereenvoudigd tot twee puntjes. Daarmee ziet de moderne umlaut er in druk uit als een trema, maar in een handgeschreven tekst kan hij nog steeds de vorm van twee korte schuine streepjes hebben.
Als de juiste diakritische tekens niet voorhanden zijn (onder andere bij bepaalde soorten typemachines), wordt de umlaut in het Duits aangegeven door na de klinker een e toe te voegen: ä wordt ae, ö wordt oe, en ü wordt ue. Zo kan bijvoorbeeld de familienaam van de oud-bondskanselier Gerhard Schröder ook als Schroeder geschreven worden.

## Oorsprong
In de middeleeuwen werd bij dubbele klinkers de tweede klinker vaak boven, in plaats van na, de eerste geschreven:
{\displaystyle \mathrm {Schr{\overset {e}{o}}der} }
In de late middeleeuwen had zo'n bovengeschreven e nog steeds de vorm van een e, maar werd die vaak vrij klein geschreven. In oude Duitse kerkgebouwen komt men dit nog weleens in inscripties tegen. In de vroegmoderne periode was die bovengeschreven e tot twee streepjes gereduceerd, vergelijkbaar met de evolutie van de normaal geschreven e die leek op twee tegen elkaar geschreven tekens. Deze schrijfwijze in het toen gangbare Sütterlin werd in Duitsland tot 1943 nog steeds op scholen geleerd. Tegen de 16e eeuw waren die streepjes vervangen door stipjes, vooral in handgeschreven teksten, en later gradueel ook in gedrukte teksten.
In de twintigste eeuw werden nog steeds streepjes ook gebruikt, zo werd op de middelbare school in Nederland nog steeds zo aangeleerd.
In het Hongaars bestaat een diakritisch teken dat uit twee streepjes bestaat: het dubbel accent aigu. Een voorbeeld is de familienaam van de wiskundige Paul Erdős.
Het umlautsteken wijst niet noodzakelijk op het taalkundig fenomeen umlaut: de vorm van klinkerharmonie waarbij een klinker kenmerken overneemt van (de klinker in) de daaropvolgende lettergreep.

## Metal-umlaut
In marketing, en vooral dan de marketing van heavymetalgroepen, worden soms overbodige umlautstekens op de klinkers gebruikt om de naam een stoerder, pseudo-Teutoons imago te bezorgen. Dit noemt men de heavymetal-umlaut of röck döts. De bekendste voorbeelden zitten in de bandnamen Motörhead, Blue Öyster Cult, Mötley Crüe en Queensrÿche. Dit gebruik werd geparodieerd door de groep Spin̈al Tap, die een umlaut op de medeklinker n plaatste. (Een n met umlaut komt in een beperkt aantal talen voor: het Jacalteeks en het Malagasy. Het is echter hoogst onwaarschijnlijk dat de leden van Spin̈al Tap dit wisten.)
Het is tevens de achternaam van de fictieve Lars Ümlaüt uit Guitar Hero III: Legends of Rock.